# Heterusia simulatrix
Heterusia simulatrix là một loài bướm đêm trong họ Geometridae.